# La strada di Puh
La strada di Puh (The House at Pooh Corner), conosciuto anche come La strada di Winnie Puh, è il secondo libro della serie per ragazzi scritta da A. A. Milne e illustrata da E. H. Shepard con protagonista l'orso Winnie Puh, pubblicato il 1928.
Come per il libro precedente (Winnie Puh) i capitoli del libro costituiscono altrettanti racconti brevi.
Fu seguito, dopo la morte di Milne, dal sequel autorizzato Ritorno al bosco dei cento acri.

## Capitoli
- Capitolo Primo,  nel quale viene costruita una casa per Isaia nella Strada Puh.
- Capitolo Secondo, nel quale Tigro arriva nella foresta e fa colazione.
- Capitolo Terzo, nel quale si organizza una Ricerca e per poco Porcelletto non incontra di nuovo un Effalumpo.
- Capitolo Quarto, nel quale si dimostra che i Tigri non scalano gli alberi.
- Capitolo Quinto, nel quale Coniglio ha una giornata intensa e noi scopriamo che cosa fa Christopher Robin la mattina.
- Capitolo Sesto, nel quale Puh inventa un nuovo gioco e Isaia si unisce alla Compagnia.
- Capitolo Settimo, nel quale Tigro è sbalzato.
- Capitolo Ottavo, nel quale Porcelletto compie un'Impresa Eroica.
- Capitolo Nono, nel quale Isaia trova la Cuferia e Gufo ci entra.
- Capitolo Decimo, nel quale Christopher Robin e Puh vanno in un Posto Incantato e li lasciamo lì.

## Traduzione italiana
La traduzione italiana per i due volumi editati dalla Salani Editore è di Luigi Spagnol, che ha adottato una traduzione molto fedele al testo originale del libro. Così i personaggi di Pimpi, Ih-Oh, Uffa, Tappo, Kanga e Ro nel libro assumono il nome di Porcelletto, Isaia, Gufo, Coniglio, Can e Guro per rispettare il testo originale inglese. Winnie the Pooh assume il nome di Winnie Puh perché all'epoca della prima edizione del libro, nel 1993 l'orsetto era conosciuto proprio con questo nome.

## Adattamenti cinematografici
- Winnie The Pooh, terzo episodio della seconda stagione di Le grandi fiabe.
- Parte del quarto e del settimo capitolo è stata trasposta nel cortometraggio Tigro e Winny-Puh a tu per tu (1974).

- Le trasposizioni dei capitoli II, IV, VII, parte dell'VIII, IX e parte del X sono incluse nel lungometraggio della Disney Le avventure di Winnie the Pooh (1977), assieme alle trasposizioni di alcuni capitoli del primo libro.

- Alcuni elementi del capitolo quinto e del capitolo decimo sono alla base della trama di Winnie the Pooh alla ricerca di Christopher Robin (1997).

- Il capitolo primo è stato adattato per il lungometraggio disneyano Pimpi, piccolo grande eroe (2003).

- Il quinto capitolo è stata la base del film Winnie the Pooh - Nuove avventure nel Bosco dei 100 Acri (2011).

- Ispirandosi al finale , fu prodotto il film Ritorno al Bosco dei 100 Acri (2018) .

## Edizioni
- Alan Alexander Milne, La strada di Puh, collana Gl'istrici, traduzione di Luigi Spagnol, illustrazioni di E. H. Shepard, prefazione di John Meddemmen, Firenze, Adriano Salani Editore, 1993  [1928], ISBN 978-88-7782-279-6.